# Gideon (Charmed)
Gideon is een personage uit de Amerikaanse televisieserie Charmed. Hij werd hierin gespeeld door Gildart Jackson.

## Biografie
Gideon is een Ouderling. Hij is het hoofd van de magieschool, een instelling voor jonge magiërs om hun krachten te leren beheersen. Hij is tevens de mentor van Leo Wyatt. Paige refereert geregeld aan hem als Obi-Wan Kenobi.
Oorspronkelijk was Gideon de Ouderling die erop aandrong om Leo en Piper toestemming te geven om te trouwen. Maar na de geboorte van Wyatt verandert zijn mening tegenover het koppel sterk. Hij vreest dat Wyatts enorme macht hem kwaadaardig zal maken. Dit geloof wordt aangesterkt wanneer Chris Halliwell uit de toekomst arriveert om te waarschuwen dat Wyatt ooit over de wereld zal heersen als koning van het kwaad. Gideon besluit daarom zijn "fout" te herstellen en Wyatt te doden.
Om dit te bereiken gebruikt Gideon zijn positie als ouderling en vertrouweling van de Charmed Ones om dicht bij Wyatt te komen. Hij spant zelfs samen met een team van darklighters en later demonen. Tegelijk moet hij echter uitkijken voor Chris, die Wyatt ook in de gaten houdt om te achterhalen wie verantwoordelijk is voor het feit dat Wyatt slecht wordt.
Gideon wordt een paar maal bijna betrapt, maar weet telkens de verdenkingen van zich af te schuiven. Hiervoor probeert hij wel de Charmed Ones en een andere Ouderling uit de weg te ruimen. Uiteindelijk roept hij via een magische spiegel een alternatieve versie van zichzelf op uit een parallel universum. Deze alternatieve versie wil de Wyatt uit zijn wereld ook doden, en de twee besluiten samen te spannen om elk dit doel te bereiken. Verder schakelt hij Barbas in om Leo bij Wyatt weg te houden. Gideon slaagt erin Wyatt te ontvoeren en Chris te doden.
Leo spoort Gideon echter op in de onderwereld en gaat de confrontatie aan met hem voor hij Wyatt kan doden. In het erop volgende gevecht doodt Leo Gideon. Voor Gideon sterft, vertelt Leo hem dat Gideon op het punt stond datgene te doen waar hij zo bang voor was: het weghalen van Wyatt bij zijn familie was wat hem slecht maakte.

## Krachten
Net als alle Elders beschikt Gideon over de volgende krachten:
- Orben
- Genezen
- Extra zintuigen
- Telekinese
- Onzichtbaarheid
- Moleculaire verstoring
- Telepathie
- Energieballen
- Bliksems

Verder heeft Gideon veel macht en aanzien, zelfs in de demonenwereld.